# ياكوب رامازان زورلو
ياكوب رامازان زورلو (بالتركية: Yakup Ramazan Zorlu)‏ (26 مارس 1991 بأورليان في فرنسا - ) هو لاعب كرة قدم تركي في مركز الهجوم. لعب مع إسطنبول سبور وغيرسون سبور وقيصري إيرسيسبور وÇubukspor ‏ وDarıca Gençlerbirliği ‏ ونادي لوبيك ‏.

## وصلات خارجية
- ياكوب رامازان زورلو على موقع اتحاد تركيا (لاعب) (الإنجليزية)
- ياكوب رامازان زورلو على موقع قاعدة بيانات كرة القدم.إي يو (الإنجليزية)
- ياكوب رامازان زورلو على موقع Soccerway.com (الإنجليزية)
- ياكوب رامازان زورلو على موقع عالم كرة القدم.نت (الإنجليزية)